# Alexandr Zúyev (futbolista)
Aleksandr Zuyev (Kostanái, 26 de junio de 1996) es un futbolista kazajo, nacionalizado ruso, que juega en la demarcación de defensa para el F. C. Tobol de la Liga Premier de Kazajistán.

## Selección nacional
Hizo su debut con la selección de fútbol de Kazajistán el 17 de noviembre de 2023 en un partido de clasificación para la Eurocopa 2024 contra San Marino que finalizó con un resultado de 3-1 tras el gol de Abat Aymbetov y un doblete de Islam Chesnokov para Kazajistán, y de Simone Franciosi para San Marino.

## Clubes
| Club                           | País       | Año       | Partidos | Goles |
| ------------------------------ | ---------- | --------- | -------- | ----- |
| F. C. Spartak-2 Moscú          | Rusia      | 2014-2016 | 59       | 12    |
| F. C. Spartak de Moscú         | Rusia      | 2014-2017 | 27       | 0     |
| P. F. C. Krylia Sovetov Samara | Rusia      | 2017      | 11       | 0     |
| F. C. Rostov                   | Rusia      | 2017-2019 | 60       | 4     |
| F. C. Rubin Kazan              | Rusia      | 2019-2022 | 63       | 0     |
| F. C. Khimki                   | Rusia      | 2022      | 16       | 0     |
| P. F. C. Krylia Sovetov Samara | Rusia      | 2023      | 13       | 1     |
| F. K. IMT                      | Serbia     | 2023-2024 | 13       | 0     |
| P. F. C. Arsenal Tula          | Rusia      | 2024      | 9        | 0     |
| F. C. Tobol                    | Kazajistán | 2024-     | 25       | 5     |